# دونا دونا
دونا دونا یا دانا دانا (דאַנאַ דאַנאַ)، که همچنین با عنوان: דאָס קעלבל نیز، شناخته می‌شود و آن را به صورت: «Dos Kelbl»، یا: The Calf، به معنای گوساله نیز می‌شناسند، آهنگی است به زبان ییدیش، که نخستین بار در تئاتری اجرا شد که مضمون آن در مورد گوساله‌ای بود که روند داستان، نهایتاً به کشتار یا ذبح او، منجر می‌شد. این آهنگ به نوعی، منعکس‌کننده وضعیت یهودیان در جریان هولوکاست (کشتار دسته جمعی یهودیان، در جریان جنگ جهانی دوم) بود. عنوان این آهنگ (دونا دونا) صورت دیگری از کلمهٔ آدونائی است، که یک نام یهودی برای خدا محسوب می‌شود.

## تاریخچه
دانا دانا برای هارون زیتلین، که یکی از مراحل تولید پروژهٔ موسوم به استرک (مربوط به سالهای: ۱۹۴۰ تا ۱۹۴۱) بود، نوشته شده، و موسیقی آن، توسط شولوم اسکوندا آهنگساز نامدار یهودی پدید آمده بود. اشعار، اجراها، بخش‌های مختلف، و سایر موارد مرتبط با این آهنگ، به صورت آنلاین در آرشیوهای دیجیتال تئاتر ییدیش در دسترس و قابل دستیابی هستند. شعر این آهنگ به صورت تایپی بر صفحه‌ای به زبان ییدیش درج شده و دست نوشته این اشعار ییدیش نیز، در اجرای آن با پیانو آشکار شده و مورد اجرا قرار گرفته است. متن زیربنایی و اولیه این آهنگ و همین‌طور قسمت‌های مختلف آن موجود است، و به گونه‌های دیگر نیز به زبان لاتینی درآمده و نسخهٔ آوایی دیگری از آن پدید آمده، که به زبان نزدیک به زبان آلمانی به اجرا درآمده است.
یک ارکستر مخصوص، ملودی دانا دانا را در برخی بخش‌های استرک به اجرا درآورد. اصل این آهنگ، یک آهنگ دوچهارم(۲/۴) در سل مینور است که برای یک دوئت (آواز یا موسیقی دو نفری) نوشته شده که توسط یک مرد و یک زن اجرا شود، و گروه کر (دسته سرودخوانان) و ارکستر آنان را همراهی نمایند. شولوم اسکوندا، این آهنگ را با عنوان: «دانا»، برای موسیقی ارکستری و با عنوان «دانا دانا» برای اجرای آوازی تنظیم کرده بود. متن ییدیش آن، با الفبای لاتین نوشته شده بود. اسکودا، «آندانتینو» را که اجرای بسیار آرامی از این آهنگ بود و همین‌طور «سمپر استاکاتو» را که همیشه به صورت بریده بریده و فشرده اجرا می‌شود، برای اجرا توسط گروه کر، نوشت. ملودی مقدماتی این آهنگ نیز، در پایان این ترانه مورد استفاده قرار گرفت. وی همچنین «موسو پیو» را که با سرعتی بیشتر اجرا می‌شود، برای اجتناب نمودن از برخی تغییر ریتم‌های آهنگ که با تأکید بر سازهای بادی صورت می‌گرفت، نوشت. در نوشته اسکوندا ابتدا، یک زن (که اسکوندا، در نوشته اش این زن را: "she" خوانده است)، چهار خط میزان (بار) از ترانه را می‌خواند، و پس از آن، یک مرد (که اسکوندا وی را، "he" نوشته است)، چهار خط بعدی ترانه را اجرا می‌کند. این دو خواننده، از بند برگردان [موتیف یا ترجیع بند ترانه] به بعد، به اتفاق یکدیگر ترانه را اجرا می‌کنند و به اصطلاح همآواز می‌شوند. اگرچه طی خواندن سومین قسمت از «دانا داناً (=» دانا دانا دانا دانا…")، مرد خواننده، گاهی با استفاده از جنبش‌های صوتی [=تحریرهای؟] جداگانه، کمی پائینتر از ملودی آهنگ، می‌خواند. ملودی این آهنگ، به صورت پی در پی و موتیف وار، تکرار می‌شود. سپس مرد خواننده، ملودی را اجرا می‌کند و زن خواننده، گاهی «دونا» را تکرار می‌کند، و گاهی دیگر واژه «آه» را با صدایی بالا و و پاساژها (تغییر صوتها) ی فنی اجرا می‌نماید. اسکوندا «مولتو ریت» را که دارای ریتمی بسیار آرام و به تدریج کندشونده است، برای پایان دادن به نسخهٔ اولیه این آهنگ نوشت. به هر حال برخی تفاوت‌ها میان ترانه اصلی و ملودیی از این آهنگ، که به خوبی شناخته شده و شهرت یافته است، وجود دارد. اسکوندا «هاهاها» را نیز برای اجرای گروه کر به صورت شکسته شکسته، همراه با ارکستر زهی نوشت.
اسکوندا، دانا دانا را، ضمن تغییر دادن تلفظ آن به صورت «دونا دونا» [دونا، گاهی بانو نیز ترجمه شده است]، به انگلیسی نیز ترجمه نمود. اما این نسخه در زمینه کسب محبوبیت توفیق چندانی حاصل نکرد. این ترانه مجدداً در اواسط دهه ۱۹۵۰، توسط آرتور کویس و تدی شوارتز به انگلیسی ترجمه شد که البته این بار، متن اجرای این ترانه به خوبی شناخته شد و شهرت یافت. این محبوبیت، به خصوص وقتی به اوج خود رسید که جوآن بائز در سال ۱۹۶۰، داناوان در سال ۱۹۶۵ و پتی دوک در سال ۱۹۶۸ به اجرای این ترانه پرداختند.
دانا دانا به زبان‌های گوناگون دیگر، از جمله زبانهای آلمانی، فرانسوی، ژاپنی، عبری، و روسی ترجمه و ضبط شده است و موسیقیدانان و اجراکنندگان دیگری همچون آندره زویگ، چاوا آلبرشتاین، استر اوفاریم، تئودور بیکل، کارستن ترویکه، سومی جو، کلود فرانکوئیس، و هلن رولز همراه با دوروتی به اجرای این آهنگ پرداخته‌اند.

## اشعار آهنگ‌ها

### اصل ترانه به زبان ییدیش
(דאנא! דאנא! דאנא!)
אויפן פירל ליגט דאָס קעלבל,
ליגט געבונדן מיט א שטריק,
הויך אין הימל פליט דאָס שװעלבל,
פרײט זיך, דרײט זיך הין און קריק.
לאכט דער װינט און קאָרן,
לאכט און לאכט און לאכט,
לאכט ער אָפּ א גאַנצן טאָג,
מיט אַ האלבער נאכט.
דאנא, דאנא, דאנא, דאנא,
דאנא, דאנא, דאנא, דאנא, דא,
דאנא, דאנא, דאנא, דאנא,
דאנא, דאנא, דאנא, דא.
שרײַט דאָס קעלבל, יאָגט דער פּויער,
װער־זשע הײסט דיך זײן א קאלב,
װאָלסט געקענט צו זײן אַ פויגל,
װאָלסט געקענט צו זײן א שװאַלב.
לאכט דער װינט און קאָרן ......
בידנע קעלבער טוט מען בינדן,
און מען שלעפּט זײ און מען שעכט,
װער עס האָט פליגל, פליט ארויפצו,
איז בײ קײנעם ניט קײן קנעכט

### به آوانویسی به زبان لاتین
Oyfn firil ligt dos kelbil
ligt gebindin mit a shtrik
hoich in himil flit dos shvelbil
freit sich dreit sich hin un krik.
Lacht der vint in korn
lacht un lacht un lacht
lakht er up a tug a gantsin
mit a halber nacht.
Dana, dana, dana, dana,
Dana, dana, dana, da,
Dana, dana, dana, dana,
Dana, dana, dana, da.
Shreit dos kelbl zogt der poier
ver she heist dich zain a kalb
volst gekent tzu zain a foigl
volst gekent tzu sain a shvalb.
Lacht der vint in korn ...
Bidne kelber tut men bindn
un men shlept zey un men shecht
ver s'hot fligl, flit aroiftzu
is ba keinem nit kain knecht.

### ترجمه اسکوندا به انگلیسی
On a wagon bound and helpless
Lies a calf, who is doomed to die.
High above him flies a swallow
Soaring gaily through the sky.
The wind laughs in the cornfield
Laughs with all his might
Laughs and laughs the whole day through
And half the Summer's night
Dona, dona, dona, dona,
Dona, dona, dona, do,
Dona, dona, dona, dona,
Dona, dona, dona, do.
Now the calf is softly crying
«Tell me wind, why do you laugh?»
Why can’t I fly like the swallow
Why did I have to be a calf,
The wind laughs in the cornfield ...
Calves are born and soon are slaughtered
With no hope of being saved.
Only those with wing like swallow
Will not ever be enslaved.

### ترجمه متن اسکوندا به فارسی
بسته و بیچاره در ارابه‌ای
گوساله‌ای محکوم به مرگ افتاده است
پرستویی می‌پرد بر فراز سرش
در اوج شادمانه پرواز
باد در مزرعه ذرت شاد و خنده زنان می‌گذرد
می‌خندد و می‌خندد تا مادامی که روز جریان دارد
و حتی تا پاسی از شب گذشته
دونا، دونا، دونا، دونا
دونا، دونا، دونا، دون
اینک اما گوساله به نرمی می‌گرید که
«به من بگو ای باد، تو چرا می‌خندی؟»
«چرا من نمی‌توانم همانند آن پرستو پرواز کنم؟»
«چرا محکومم که گوساله باشم؟»
باد در مزرعه ذرت شاد و خنده زنان می‌گذرد:
گوساله‌ها، گوساله به دنیا می‌آیند و به زودی نیز سلاخی می‌شوند
بدون امید به نجات،
تنها آنان که بالهایی همانند پرستو دارند
هیچ‌گاه به بردگی گرفته نمی‌شوند

### ترجمه کویس و شوارتز به انگلیسی
On a wagon bound for market
There's a calf with a mournful eye.
High above him there's a swallow
Winging swiftly through the sky.
How the winds are laughing
They laugh with all their might
Laugh and laugh the whole day through
And half the summer's night.
Dona, dona, dona, dona,
Dona, dona, dona, do,
Dona, dona, dona, dona,
Dona, dona, dona, do.
«Stop complaining,» said the farmer,
"Who told you a calf to be?
Why don't you have wings to fly with
Like the swallow so proud and free?"
How the winds are laughing ...
Calves are easily bound and slaughtered
Never knowing the reason why.
But whoever treasures freedom,
Like the swallow has learned to fly.

### ترجمه متن کویس و شوارتز به فارسی
بسته در ارابه‌ای برای بازار
گوساله‌ای است با چشمی اشکبار
پرستویی است برفراز سرش در اوج آسمان،
که به تندی بال می‌زند و می‌پرد
بادهای وزان چطور می‌خندند؟
آری، آن‌ها با تمام وجودشان می‌خندند
می‌خندند و می‌خندند در تمام طول روز
و تا پاسی از شبِ تابستان
دونا، دونا، دونا، دونا
دونا، دونا، دونا، دون
کشاورز به گوساله گفت: «بس است دیگر، شکایت نکن»،
«کی بهِت گفت که گوساله باشی؟»
«چرا بال نداری که باهاشون پرواز کنی؟»
«مثل اون پرستو، آن چُنان مغرور و رها؟»
بادهای وزان چطور می‌خندند؟
آری، آن‌ها با تمام وجودشان می‌خندند
می‌خندند و می‌خندند در تمام طول روز
و تا پاسی از شبِ تابستان
دونا، دونا، دونا، دونا
دونا، دونا، دونا، دون
گوساله‌ها به سادگی بسته و سلاخی می شن
و هیچ وقت دلیلش رو نمی فهمن
اما هر کس ارزش آزادی رو می فهمه
یادگرفته که بتونه مثل پرستو پرواز کنه
دربارهٔ اصل ترانه به زبان ییدیش این توضیح ضروری است که متن ارائه شده در اینجا، به همان صورتی درج شده که در برگه اصلی شعر [که در تاریخچه پیش گفته بدان اشاره شد]، ثبت شده‌است و به نظر می‌رسد که در پاراگراف مقدماتی آن، اشتباهات چاپی آشکاری وجود داشته باشد. ضمناً نسخه آوانگارانه (فونتیک) که متعاقب آن آمده‌است، در چند قسمت از آهنگ آشکار است.[مشهورترین و محبوبترین اجرای این آهنگ، اجرای خانم جوانا باز است که با شعر اصلاح شده توسط کویس و شوارتز است.]